# Henry Louis Mencken
Henry Louis Mencken (ur. 12 września 1880 w Baltimore, zm. 29 stycznia 1956 tamże) – amerykański dziennikarz, eseista, redaktor czasopisma, satyryk, krytykujący amerykański styl życia i kulturę. Był też badaczem amerykańskiej odmiany języka angielskiego, autorem wielotomowej monografii The American Language (1919).
Znany jest jako „mędrzec z Baltimore” i uważany za jednego z najbardziej wpływowych amerykańskich pisarzy i stylistów pierwszej połowy XX wieku. Pamiętane są jego satyryczne relacje z procesu Scopesa (nauczanie teorii Darwina), który nazwał „małpim procesem”.
Przez 68 lat mieszkał w tym samym domu w Baltimore. Nigdy nie poszedł na studia, wystarczyły mu wieczorowe zajęcia o profilu dziennikarskim, gdy był nastolatkiem. Zaczynał jako reporter, potem pisał artykuły redakcyjne i recenzje literackie, a w 1924 roku został współzałożycielem i współredaktorem wpływowego w kręgach uniwersyteckich miesięcznika „The American Mercury”.
Przez długi czas krytykował instytucję małżeństwa i amerykańskie Południe, a potem w 1930 r. nieoczekiwanie poślubił kobietę z Alabamy, o czym pisały na pierwszych stronach czołowe gazety.
Jego popularność spadła, gdy nie poparł Nowego Ładu Roosevelta i udziału USA w II wojnie światowej. Wtedy właśnie zajął się badaniami lingwistycznymi, napisał też 3-tomowe wspomnienia.
W 1948 przeszedł udar mózgu, który pozbawił go możliwości czytania i pisania. Odtąd słuchał muzyki poważnej i porządkował swoje bogate archiwa (m.in. setki tysięcy wysłanych i otrzymanych listów).
Przyjaźnił się z Dreiserem, Fitzgeraldem, Hechtem, Sinclairem Lewisem. Podziwiał Nietzschego (sam był pochodzenia niemieckiego) i Conrada, w sferze satyry wiele zawdzięczał Ambrose’owi Bierce’owi i Twainowi. W latach 20., u szczytu sławy, był czołowym przedstawicielem ruchu „antyamerykańskiego”, przeciwstawiającego się nacjonalistycznemu patriotyzmowi i rosnącej kontroli instytucji rządowych nad krajem. Wtedy to wielu amerykańskich pisarzy wyjechało do Europy.
W swoich felietonach, które przedrukowywano w całym kraju, i w książkach atakował ignorancję, nietolerancję, chrześcijański fundamentalizm i postawy klasy średniej, przybierając pozę cynicznego sarkastycznego ateisty.
Entuzjastycznie pisał o Niemczech cesarza Wilhelma II, zafascynowany silnymi osobowościami. Amerykańska demokracja, promująca jego zdaniem ludzi przeciętnych na prezydentów, nie wydawała mu się doskonała. Niekiedy zarzuca mu się antysemityzm, rasizm, jednak na podstawie raczej prywatnych tajnych zapisków niż publicznych wystąpień. W każdym razie apelował o przyjęcie żydowskich uchodźców w czasie wojny. Ostro atakował Stalina i bolszewików.

## Wybrana twórczość
- Mencken H. L. (1908), The Philosophy of Friedrich Nietzsche
- Mencken H. L. (1949), Treatise on the Gods
- Mencken H. L. (1956), Minority Report
- Mencken H. L., Homo Neanderthalensis, The Baltimore Evening Sun, 29 czerwca 1925